# ヒラエオサウルス
ヒラエオサウルスは、白亜紀前期にイギリスに生息していた曲竜類の草食恐竜の一種。名前は「森のトカゲ」という意味。
これまで発見されている化石は部分的であり、頭骨や尻尾は未発見。肩甲骨の上に棘状の骨が並ぶことからノドサウルス科に分類されているが、同じ地層からポラカントゥスが見つかっていることから、ポラカントゥス科とする説もある。
恐竜としてはかなり早くから知られた種類であり、右の復元図も19世紀の恐竜学黎明期のものである。